# Nosów (Ukraina)
Nosów (ukr. Носів, Nosiw) – wieś na Ukrainie, w obwodzie tarnopolskim, w rejonie tarnopolskim.

## Historia
Właścicielem większej posiadłości ziemskiej we wsi był Jan Walewski, który zamieszkiwał w Nosowie. Założył tam fabrykę cukru kartoflanego (w tym celu ziemniaki były przerabiane na krochmal, a krochmal na cukier, który później służył do wyrobu cukierków przez spółkę Maurycego Brandstädtera i Babetty Singer we Lwowie). 
W II Rzeczypospolitej wieś w powiecie podhajeckim województwa tarnopolskiego.
W latach 1939–1944 nacjonaliści ukraińscy z OUN-UPA zamordowali tutaj 15 Polaków w tym 7 żołnierzy Wojska Polskiego, którzy próbowali przedostać się do Rumunii.
Do 2020 w rejonie podhajeckim.

## Urodzeni we wsi
- Łeonid Rokecki (ur. 1942) – rosyjski działacz samorządowy pochodzenia ukraińskiego
- Wołodymyr Rokecki (1947–1999) – ukraiński poeta, dysydent[6]